# Арман Солдін
Арман Солдін (21 березня 1991 , Сараєво  — 9 травня 2023 , Часів Яр, Донецька область ) — французький журналіст боснійського походження.

## Ранні роки
Солдін народився 21 березня 1991 року в Сараєві. Його родина переїхала до Франції 1992 року, коли Солдіну було 12 місяців. Крім боснійської як рідної, Солдін володів французькою, англійською та італійською.

## Освіта
У 2006–2009 роках Солдін здобув диплом французького бакалавра за спеціальністю «Наука» з відзнакою другого класу в Ліцеї Сен-Мартен, Ренн. 2013 року в Університетському коледжі Лондона здобув ступінь бакалавра політики та східноєвропейських досліджень із політикою, економікою, історією, міжнародними відносинами, а також був співредактором і головним редактором журналу Eureka, який висвітлював політику, суспільство, мистецтво та культуру. У Національній академії сценічного мистецтва Боснії та Герцоговини Сараєвського університету 2014 року отримав ступінь магістра з виробництва та менеджменту у виконавських мистецтвах, а також операторського мистецтва та виробництва кіно та відео; у 2014–15 роках закінчив Університет Люм'єр, Ліон, отримавши ступінь магістра журналістики — нові журналістські практики. 

## Кар'єра
Арман Солдін приєднався до Agence France-Presse у 2015 році як стажер у Римі, де розповідав про африканських біженців на маленькому італійському острові Лампедуза. Потім працював у лондонському офісі агентства, пишучи в червні 2018 року про протистояння між урядом Італії та гуманітарним судном Lifeline з 233 мігрантами на борту, багато з яких хворіли, коли воно прибуло на Мальту після тижня очікування в Середземному морі. У жовтні націоналіст Мілорад Додік отримав місце, зарезервоване для сербів, у боснійському колегіальному президентстві. У 2019 році він оприлюднив історію про тридцять дев'ять тіл, у тому числі тіло підлітка, знайдених у східному Лондоні у вантажівці-рефрижераторі з Бельгії. Під час Brexit у грудні 2019 року Солдін писав про опозицію прем'єр-міністра Шотландії Ніколи Стерджен та її заявку на проведення референдуму щодо незалежності Шотландії. З 2020 року знову працював у Римі. Відомий як талановитий футболіст «Стад Ренна» на заході Франції з 2006 по 2008 рік, у 2021–2023 роках він був спортивним коментатором англійської Прем'єр-ліги, жіночого Євро УЄФА та матчів Суперкубка УЄФА для Canal+ France.

### Україна
Коли в лютому 2022 року почалося повномасштабне російське вторгнення до України, Арман зголосився стати одним із перших журналістів агентства France-Presse. Пізніше його змінили, всупереч його бажанню, але він повернувся до України у вересні 2022 року, працюючи відеокоординатором. Часто він записував на телефон інтерв'ю людей, які боялися говорити на відеокамеру. У Херсоні в грудні 2022 року Солдін створив для AFP відео небезпечного порятунку українців, які опинились на островах у Дніпрі після того, як у листопаді російські війська відступили на інший берег Дніпра, але тримали снайперів і артилерію вздовж річки. Його репортажі в січні 2023 року показали інтенсивний російський наступ на Соледар і Вугледар на сході Донецької області. У квітні 2023 року прикривав українських військових, які копали окопи під Бахмутом.
Солдін був затятим користувачем соцмереж. Одна з історій, яка привернула увагу, була, коли він зі своєю командою знайшов пораненого їжака в траншеї, погодував і через кілька днів випустив його на природу.

## Загибель
9 травня 2023 року група разом із загоном українських військових перебувала поблизу Часого Яру на Донеччині. Солдіна було вбито російським реактивним снарядом «Град», який розірвався неподалік від місця, де він лежав. Більше ніхто не постраждав. Солдіну було 32 роки
Солдін став 17-м журналістом, убитим росіянами в Україні з 2022 року.
Директор Agence France-Presse по Європі Крістін Бухагіар згадувала Солдіна як енергійного та сміливого. Президент Франції Еммануель Макрон написав, що «в Україні вбили журналіста Agence France-Presse, одного з наших співвітчизників Армана Солдіна. З мужністю, з перших годин конфлікту він був на фронті для встановлення фактів». Речниця Білого дому Карін Жан-П'єр заявила, що «світ у боргу перед Арманом Солдіним, журналістом AFP, який загинув сьогодні на передовій війни в Україні… журналістика є однією з основ вільного суспільства». 

## Нагороди
- Орден Почесного легіону, кавалерський хрест (2023, посмертно)[26]